# Yakima, Washington
Yakima este un oraș din nord-vestul Statelor Unite ale Americii, statul Washington, centru administrativ al comitatului Yakima și cel mai mare oraș al comitatului. Este situat la sud-est de Parcul Național Mount Rainier. Yakima este situat în Valea Yakima, care este cunoscutǎ ca una dintre cele mai bune producătoare de mere din lume. Regiunea de asemenea produce aproximativ 75% din tot hameiul cultivat în Statele Unite. Numele orașului provine de la tribul indian Yakama.

## Istorie
Tribul amerindian Yakama a fost primul care a populat regiunea orașului de astǎzi. În 1805 Expediția lui Lewis și Clark a descoperit acest areal cu o foarte bogatǎ diversitate naturalǎ și cu un sol fertil, potrivit pentru așezare. În 1856 armata americanǎ a ridicat fortul Simcoe, care a  dus la un conflict cu amerindienii locali. Dupǎ aceastǎ datǎ majoritatea indienilor au fost forțați sǎ plece în „Rezervația Indiană Yakama”. Comitatul Yakima a fost creat în 1865. În prezent populația orașului numǎrǎ 91,067 de locuitori .

## Demografie
Populația totală a orașului în 2010: 91,067
Structura rasială în conformitate cu recensământul din 2010:
- 67.1% Albi
- 1.7% Negri
- 2.0% Americani Nativi
- 1.5% Asiatici
- 0.1% Hawaieni Nativi sau locuitori ai Insulelor Pacificului
- 4.4% Două sau mai multe rase
- 23.2% Altă rasă
- 41.3% Hispanici sau Latino (de orice rasă)

## Orașe înfrățite
- Burley, Statele Unite
- Derbent, Rusia
- Itayanagi, Japonia
- Keelung, Republica Chineză
- Morelia, Mexic

## Legǎturi externe
- Yakima - QuickFacts Arhivat în 22 septembrie 2006, la Wayback Machine.
- Site-ul oficial al orașului